# Taina muntelui de aur
Taina muntelui de aur (titlul original: în rusă Тайна золотой горы, transliterat: Taina zolotoi gorî) este un film de aventuri sovietic, realizat în 1985 de regizorul Nikolai Gusarov, protagoniști fiind actorii Aleksandr Novikov, Ghennadi Iuhtin, Oleg Afanasiev, și Oleg Afanasiev.

## Rezumat
Subiectul se bazează pe un fapt istoric real din Rusia pe la 1722 și anume descoperirea de către un miner iobag Mihailo Volkov a zăcămintelor de cărbune de pe Muntele Goreloi, lângă viitorul oraș Kemerovo. Volkov a plecat în căutarea pietrelor prețioase în compania geologului german Nagel și a siberienilor Khariton și Kornei. Multe pericole îi așteaptă pe eroi de-a lungul drumului și doar Volkov a reușit să ajungă la capăt, să găsească Muntele de Aur, să întocmească o hartă a locului depozitului și să o predea la Tobolsk. Dar Volkov nu știe că în micul său grup s-a infiltrat un spion, care pentru o sumă de bani, de îndată ce va găsi minerale, va trebui să-l omoare pe Volkov.

## Distribuție
- Aleksandr Novikov – Mihailo Volkov
- Ghennadi Iuhtin – Kornei Skoriatin
- Oleg Afanasiev – Fridrich Nagel
- Oleg Afanasiev – Hariton
- Marina Iakovleva – Dașa
- Vasili Bocikariov – Nikitin
- Stanislav Cekan – Makar Vasilievici
- Anatoli Losev – căpetenia
- Viktor Antonov – Spiridon Zîrianov
- Oleg Izmailov – Aleksei Mihailovici

## Lansare
A fost lansat în anul 1985 și a avut parte de succes comercial, fiind vizionat de 11,4 milioane de spectatori în cinematografele din Uniunea Sovietică.